# フセイン・バドルッディーン・フーシ
フセイン・バドルッディーン・フーシ、ないし、フセイン・バドルッディーン・アル＝フーシ（アラビア語: حسين بدر الدين الحوثي, 文語発音：Ḥusayn Badr al-Dīn al-Ḥūthī, フサイン・バドルッディーン・アル＝フースィー、口語発音例：フセイン・バドレッディーン・アル＝フースィー、英字表記例：Hussein Badr al-Din al-Houthi、Hussein Badreddin al-Houthi、Hussein Badr Eddin al-Houthi他、1959年8月20日 - 2004年9月10日）は、ザイド派の宗教、政治、軍事上の指導者。
1993年から1997年にかけてはハック党の所属でイエメンの代議院議員を務めていた。彼は、2004年にはじまった、イエメン政府に対するフーシの反乱のきっかけとなった。彼は、一時は将来有望な政治家として知られ、イエメン西北部山岳地帯で広く宗教的、部族的な支持を集めていた。フーシ運動は、2004年に彼が殺害された後、その名を冠して呼ばれるようになった。

## 生い立ち
フーシは、1956年に、サアダ県マラン地方で生まれた。
父バドルッディーン・アル＝フーシは、ザイド派のウラマーで、息子フセインの死後、短期間だけフーシ運動の指導者となった。
弟子のひとりによると、フーシは一時期、父親や弟アブドルマリク・フーシら家族とともに、イランのゴムに住んでいた。この弟子によると、フーシはイランの最高指導者アリー・ハーメネイー（ハメネイ師）や、ヒズボラの指導者ハサン・ナスルッラーフとも親しかったという。

## 政治経歴

### ハック党
フーシは、イエメンのザイド派/シャーフィイー派の政党だったアル＝ハック（真理党）の党員であった。この党はイエメン南部の分離独立運動を支持したために、当局から弾圧されフーシ自身も（本人の言に拠れば）シリア経由でイランに逃れた。イエメンへの帰還後、フーシは真理党から離れ、自身の政党を作った。

### 青年信仰運動
フーシは、1990年ないし1992年に青年信仰運動（アラビア語: شباب المؤمنین、英語: Believing Youth movement) を起こし、若者たちにザイド派の教義や歴史を教え、サアダ県におけるザイド派の再興を図った。

### アンサール・アッラーの結成
イエメンのアリー・アブドッラー・サーレハ政権は、フーシが自らをイマーム（指導者）としようと企て、許可されていない宗教活動の拠点を設け、アンサール・アッラー（神の支持者たち）と称する武装集団を作り、暴力的な反アメリカ、反イスラエルの抗議活動を展開したとしてフーシを糾弾したが、確かにフーシの支持者たちはイエメン政府がアメリカ合衆国と近過ぎる同盟関係にあると感じていた。

## 殺害
2004年6月18日、イエメンの警察当局は、サナアのアッ・サーレハ・モスクの前でデモをおこなっていたフーシの支持者たち640人を拘束した。2日後、イエメン政府は、フーシが企てているとされた反乱の終息を狙って、彼の捕縛に 55,000ドルの懸賞金を懸けた。
7月、イエメン陸軍は、フーシの支持者たち25人を殺害し、懸賞金を 75,500ドルに増額した。イエメンの保安当局とフーシ派の間では、数ヶ月にわたって戦闘が続けられたが、9月10日に至り、イエメンの内務省と防衛省は声明を出し、フーシとその側近20人をサアダ県マラン地方 (Marran province) で殺害したと発表した。

## 遺されたもの
2013年6月5日、武装した反乱勢力が多数を動員する中、何万人ものイエメンのシーア派の人々が、サアダでおこなわれたフーシの遺骸の改葬に参列した。イエメンの新政権が彼の遺骸を家族に引き渡したのは、2012年12月28日であったが、これは国民和解のための交渉を始めるための善意を示すジェスチャーであった。2012年のイエメン革命で退いたアリー・アブドッラー・サーレハが率いた前政権は、フーシの墓がザイド派の聖地となることをおそれ、2004年に遺骸をサナアの中央刑務所の敷地内に埋葬していた。イエメンの大統領アブド・ラッボ・マンスール・ハーディーはこの葬儀に名代を派遣したが、フーシ派のスポークスパーソンは、この葬儀に国外から参列しようとした一部の人々への査証（ビザ）の発給を中央政府が拒んだこと、イエメンの首都で、フーシの肖像が引き裂かれる事件があったことを踏まえて、中央政府を糾弾した。
フーシ家（ホーシー家）のラストネームは、部族名フーシ族から採られている。フーシの弟たち、アブドルマリク、ヤヒヤ、アブドルカリーム (Abdul-Karim) は、いずれも反乱勢力の指導者となっている。